# Бородиновка (Карагандинская область)
Бородиновка (каз. Бородиновка) — упразднённое село в Абайском районе Карагандинской области Казахстана. Входило в состав Самарского сельского округа. Код КАТО — 353281200. Исключено из учётных данных в 2023 году.

## История
Село Бородиновское основано в 1912 г. на участке Коскопа.

## Население
В 1999 году население села составляло 197 человек (97 мужчин и 100 женщин). По данным переписи 2009 года, в селе проживало 45 человек (27 мужчин и 18 женщин).